# Ceratitis capitata
Ceratitis capitata é uma mosca da família dos tefritídeos, de origem africana mas introduzida nos pomares do Mediterrâneo e no Brasil, dentre outras regiões. Possui coloração geral pardo-amarelada, com diversas manchas e linhas pretas pelo tórax e asas. Popularmente, é conhecida pelos nomes mosca-das-frutas-do-mediterrâneo, mosca-do-mediterrâneo e mosca-rajada.